# Кулял-тепе
Кулял-тепе — развалины древнего чаганианского замка доисламского времени в близ раннесредневекового городища Будрач выше по Сурхандарье.
Квадратное в плане здание (18х18 метров снаружи) стояло на пахсовом цоколе высотой до 10 метров и было ориентировано углами по сторонам света. Вход, устроенный с северо-восточной стороны ближе к северному углу, не был архитектурно выделен. Он ведёт в короткий коридор, в конце которого расположена прямая, на кровлю одноэтажная здания. Справа от входа в северном углу найдена небольшая замурованная комната, первоначально, возможно служившая караульней.
Кулял-тепе — характерный образец замков 3 типа: в центре его квадратного плана лежит квадратная же комната со сторонами длиной 4,8 метров, связанная с окружающими её помещениями четырьмя проходами, по одному на каждой стороне. Этот распределительный вестибюль традиционно квадратной формы был перекрыт куполом на тромпах, который, вероятно, поднимался над кровлей замка.
Компактное внутреннее устройство замка выглядит продуманным. Оно состоит из двух больших удлинённых комнат, лежащих к юго-востоке и юго-западе от купольного центра и связанным проходом, просторной комнаты в восточном углу слева от входа и небольшой комнаты в середине северо-западной стороны, связанной только с вестибюлем осевым проходом.